# Hundsruten
Die Hundsruten (Mutinus) sind eine Pilzgattung aus der Familie der Stinkmorchelverwandten (Phallaceae).

## Merkmale
Die Fruchtkörper der Hundsruten sind zunächst unterirdisch wachsende etwa walnussgroße Hexeneier, die sich beim Wachstum aus dem Boden heben. Das Hexenei besteht aus einer häutigen Exoperidie, einer gallertartigen Endoperidie, der blassgrünen Gleba und dem zunächst noch gestauchten Receptaculum. Durch Strecken des Receptaculums reißt die Peridie auf und die schleimige Gleba wird nach oben gehoben, im Gegensatz zu den Stinkmorcheln besitzt das Receptaculum keinen hutförmigen Teil, die Gleba bedeckt direkt den oberen Teil des Stiels.

## Ökologie
Die Arten der Gattung sind Bodensapriobonten oder Wurzelparasiten. Die Verbreitung der Sporen erfolgt durch Insekten.

## Arten
Laut dem Dictionary of the Fungi umfasst die Gattung weltweit zwölf Arten. Silva et al. erkannten 2015 20 Arten an:
- Mutinus albotruncatus B.D.B. Silva & Baseia
- Mutinus annulatus F.M. Bailey
- Mutinus argentinus Speg.
- Mutinus bambusinus (Zoll.) E. Fisch.
- Mutinus bicolor Lév.
- Mutinus boninensis Lloyd
- Mutinus borneensis Ces.
- Mutinus caninus (Huds.) Fr.
- Mutinus cartilagineus J.H. Willis
- Mutinus coracoideus Kawam.
- Mutinus elegans (Mont.) E. Fisch
- Mutinus fleischeri Penz.
- Mutinus granulatus E. Fisch.
- Mutinus minimus Pat.
- Mutinus penzigii E. Fisch.
- Mutinus proximus Berk. ex Massee
- Mutinus quadrigenus Sawada
- Mutinus ravenelii (Berk. & M.A. Curtis) E. Fisch
- Mutinus rugulosus Rick
- Mutinus zenkeri (Henn.) E. Fisch.

In Mitteleuropa kommen die Gemeine Hundsrute (Mutinus caninus) und die aus Nordamerika eingeschleppten Arten  Vornehme Hundsrute (Mutinus elegans) und Himbeerrote Hundsrute (Mutinus ravenelli) vor. In Asien und Australien ist Mutinus borneensis zu finden.

## Etymologie
Sowohl der lateinische (von mut(t)o- männliches Glied; mutinus ist das Diminutiv) als auch der deutsche Name der Gattung nehmen Bezug auf die Ähnlichkeit der Fruchtkörper mit einem Hundepenis. Vergleiche auch den römischen Gott Mutinus mutunus.